# Xerte
Xerte is een elektronische leeromgeving die leerkrachten helpt bij het ontwerpen en online zetten van lesmateriaal, zonder daarvoor een grote kennis van HTML of programmeertalen te moeten hebben. Het platform werd in 2004 opgestart als het Xerte Project aan de Universiteit van Nottingham, en was aanvankelijk bedoeld voor technische ontwikkelaars. Naderhand werden sjablonen toegevoegd waarmee ook niet-technische gebruikers lesmateriaal konden ontwikkelen, en het pakket werd in 2009 onder een open source licentie uitgebracht onder de naam Xerte Online Toolkits. De software is thans ondergebracht in de Apereo Foundation, en voor download en ondersteuning aangeboden via de Xerte Community. 
Uitgangspunten voor de ontwikkeling waren: 
- gebruiksgemak, ook voor niet-technische docenten
- optimale toegankelijkheid
- creëren van een bloeiende gebruikersgemeenschap, via Xpert

## Werking
Xerte is een suite van tools voor content-auteurs. Het is geschreven in PHP, en wordt op een webserver geïnstalleerd, in combinatie met een MySQL database. Het kan ook lokaal op een pc worden gebruikt, na installatie van bijvoorbeeld XAMPP of WAMP. 